# Ulf Karlsson
Ulf Karlsson Fase (mort en 1247/1248) est jarl des Svear et des Götar vers 1220 à 1247/1248. Son surnom Fase (parfois Fasi) n'a pas été explicité de manière convaincante mais il signifie le Réveur. Ulf est issu de la  maison des Folkungar.

## Biographie
Ulf Fase était probablement le fils de du Jarl Karl Bengtsson Døve  et c'est en tant que son proche parent qu'il devient
Jarl après la mort au combat du Jarl Karl Döve et de l'évêque Karl de Linköping à la bataille de Lihula le 8 août 1220 contre les  Estoniens. Sa nomination est probablement antérieure à la mort du roi Johan Sverkersson de la Maison de Sverker  en 1222. Cette année là, le jeune roi de la lignée rivale la Maison d'Erik, Éric XI de Suède, monte sur le trône à l'âge de 6 ans. En 1229, Knut II Holmgersson de la maison d'Erik usurpe le trône et exile le jeune Éric. Ulf conserve néanmoins son office de jarl car il est probablement identique avec l' Ulf qui était le Jarl sous le roi Knut II Holmgersson et sous Eric XI après de sa restauration à l'âge de 18 ans 1229. Il n'y a pas de preuves que Ulf Fase avait le droit de battre monnaie ou qu'il détenait d'autre prérogatives royales toutefois plusieurs pièces portant ses armes ont été conservées.
Lorsqu'en 1247, des rebelles de la famille  Folkungar menés par Holmger Knutsson le fils de l'ancien roi tentent de renverser le roi Éric XI ils sont vaincus lors de la Bataille de Sparrsätra. Les sources n'indiquent pas si Ulf est toujours en vie à cette époque ou s'il joue un rôle lors de cette révolte. Après la disparition Ulf son office de jarl est tenue par son parent Birger Magnusson, mieux connu sous le nom de Birger Jarl.

## Postérité
Ulf Fase laisse un fils bien attesté, Karl Ulfsson, connu également sous le nom de « junker Karl » qui entretient des relations tendues avec Birger Jarl. Karl doit s'exiler volontairement dans les domaines des Chevaliers Teutoniques en Livonie où il est tué célibataire en 1260 lors d'un combat près de Riga en Courlande.

## Sources
- Corinne Péneau (trad. du suédois), Erikskrönika, Paris, Publications de la Sorbonne, 2005, 258 p. (ISBN 2-85944-524-2, OCLC 60760032, lire en ligne)
- (en) Philip Line Kingship and state formation in Sweden, 1130-1290.Library of Congres 2007  (ISBN 9789004155787).